# Lophuromys zena
Lophuromys zena — вид гризунів з родини мишевих (Muridae). Однак МСОП вказує Lophuromys zena як синонім Lophuromys flavopunctatus (жовто-плямистий щур з шерстю).